# Whitelighter
En whitelighter er en slags engel i Heksene fra Warren Manor, der kan alt. Den er til, for at beskytte de folk den får besked på at beskytte. En whitelihter er et godt menneske i forhold til en Darklighter.
Leo Wyatt er Piper Halliwells mand og også en whitelighter. Senere bliver Piper og Phoebe Halliwells 4. søster, Paige Matthews, også en whitelighter.
| Fiktion | Spire Denne artikel om en historie eller noget fiktivt er en spire som bør udbygges. Du er velkommen til at hjælpe Wikipedia ved at udvide den. |